# Великий Браталів
Вели́кий Браталів — село в Україні, у Любарській селищній територіальній громаді Житомирського району Житомирської області. Чисельність населення становить 287 осіб (2001). У 1923—2017 роках — адміністративний центр колишньої однойменної сільської ради.

## Загальна інформація
Розташоване за 20 км північно-східніше Любара, за 8 км від залізничної станції Разіне.

## Населення
Станом на 1885 рік в селі мешкало 557 осіб, налічувалося 63 дворових господарства. Наприкінці 19 століття кількість населення становила 667 осіб, дворів — 111.
Відповідно до результатів перепису населення Російської імперії 1897 року, загальна кількість мешканців села становила 790 осіб, з них: православних — 739, чоловіків — 383, жінок — 407.
У 1906 році у селі налічувалося 782 мешканці, дворів — 111, у 1923 році — 247 дворів та 1 086 мешканців.
Відповідно до перепису населення СРСР 17 грудня 1926 року, чисельність населення становила 1 141 особу, з них 578 чоловіків та 563 жінки; етнічний склад: українців — 1 133, росіян — 8. Кількість домогосподарств — 267, з них несільського типу — 8.
Станом на 1972 рік кількість населення становила 599 осіб, дворів — 217.
Відповідно до результатів перепису населення СРСР, кількість населення, станом на 12 січня 1989 року, становила 336 осіб. Станом на 5 грудня 2001 року, відповідно до перепису населення України, кількість мешканців села становила 287 осіб.

### Мова
Розподіл населення за рідною мовою за даними перепису 2001 року:
| Мова       | Кількість | Відсоток |
| ---------- | --------- | -------- |
| українська | 285       | 99.3%    |
| російська  | 2         | 0.7%     |
| Усього     | 287       | 100%     |

## Історія
Біля села знайдено кам'яні знаряддя праці «бронзової» доби. Перша письмова згадка про село датується 1581 роком. Входило до складу Острозької ординації. Згадується в люстрації Київського воєводства 1754 року як с. Браталів (пол. Bratałow), що перебувало у посесії Ґрабянки, сплачувало 7 злотих і 24,5 грошів до замку та 31 злотий і 8 грошів до скарбу.
Внаслідок поділу Острозької ординації перейшло до Длуського, головного редактора Кольбушівської транзакції. Від Длуських перейшло до підкоморія Олександра Петровського, його онук Олександр продав село Терещенкові. За часів Альбина Петровського село було центром культурного життя навколишніх поселень.
У другій половині 19 століття — село Красносільської волості Житомирського повіту. Лежало на 2 ставках, за 80 верст від Житомира, від найближчої поштової станції у Чуднові — 15 верст, від залізничної станції Ольшанка — 13 верст. Була дерев'яна церква з такою ж дзвіницею, невідомо коли і ким збудована. При церкві 27 десятин землі. Крім того, на підставі земельної ерекції князя Януша Санґушка від 1761 року, церкві належало 63 десятини землі, самовільно захопленої у 1793 році місцевим поміщиком, про що у 1795 році розпочато справу. Цією землею користувався поміщик Олександр Петровський, який мав великі землеволодіння у селі. До парафії входили села Михайлівка (за 2 версти) та Филинці (5 верст), також до парафії належала цвинтарна церква у с. Вищикуси. Дворів 122, православних — 1 000, римокатоликів — 15, євреїв — 50. Сусідні парафії — Хижинці (1 верста) та Красносілка (2 версти).
Станом на 1885 рік — колишнє власницьке село Красносільської волості Житомирського повіту Волинської губернії. Були заїзд, церковна парафія, вітровий млин.
У 1906 році — село Красносільської волості (3-го стану) Житомирського повіту Волинської губернії. Відстань до губернського та повітового центру, м. Житомир, становила 72 версти, до волосного центру, с. Красносілка — 2 версти. Найближче поштово-телеграфне відділення — Чуднів-Волинський.
У березні 1921 року, в складі волості, увійшло до новоутвореного Полонського повіту Волинської губернії. У 1923 році включене до складу новоствореної Великобраталівської сільської ради, яка, 7 березня 1923 року, включена до складу новоутвореного Любарського району Житомирської округи, адміністративний центр ради. Розміщувалося за 15 верст від районного центру, містечка Любар. 17 червня 1925 року Любарський район передано до складу Бердичівської округи. Відстань до районного центру, міст. Любар — 18 верст, до окружного центру в Бердичеві — 55 верст, до найближчої залізничної станції Романів — 7 верст.
На фронтах Німецько-радянської війни воювали 123 селян, з них 56 загинуло, 66 нагороджені орденами й медалями. На їх честь у 1949 році встановлено два обеліски слави.
В радянські часи в селі розміщувалася центральна садиба колгоспу, який обробляв 1 223 га, з них 1 098 га — рілля. Основними культурами були озима пшениця та цукровий буряк, розвивали тваринництво м'ясо-молочного напрямку. 35 колгоспників нагороджені орденами й медалями СРСР.
В селі були восьмирічна школа, клуб, бібліотека, кіноустановка, медпункт, дитячі ясла, магазин.
30 грудня 1962 року, в складі сільської ради, включене до Дзержинського району, 4 січня 1965 року повернуте до складу відновленого Любарського району Житомирської області.
10 березня 2017 року включене до складу новоствореної Любарської селищної територіальної громади Любарського району Житомирської області. Від 19 липня 2020 року, разом з громадою, в складі новоствореного Житомирського району Житомирської області.

## Відомі люди
- Іванцов Іван Овсійович (1904—1941) — історик та археолог.